# Gottfried van Swieten

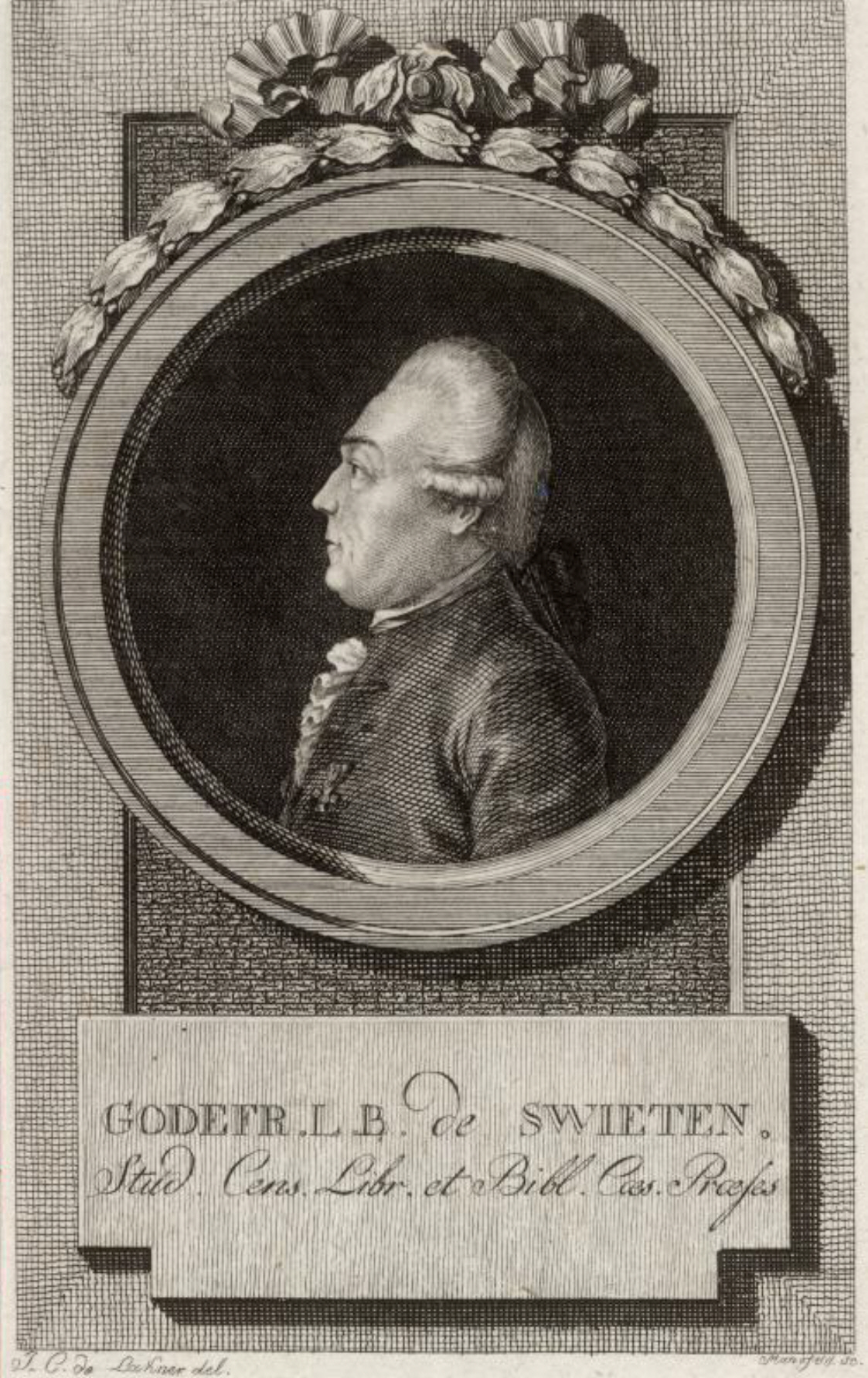
Gottfried van Swieten. Naar een gravure in het Beethoven Huis in Bonn.

Gottfried Freiherr van Swieten (Leiden, 29 oktober 1733 – Wenen, 29 maart 1803) was een Oostenrijkse diplomaat van Nederlandse afkomst. Hij was in dienst van de Habsburgse monarchie en bevorderde de kunsten, in het bijzonder de componisten Joseph Haydn, Wolfgang Amadeus Mozart en Ludwig van Beethoven. Hij was telg uit het Leidse geslacht Van Swieten en zoon van Maria Lambertine Elisabeth Theerbeck de Coesfeld en Gerard van Swieten, de beroemde Nederlandse hofarts van keizerin Maria Theresia en haar familie aan het keizerlijke hof in Wenen.

## Levensloop
Van Swieten was werkzaam als Oostenrijkse diplomaat in Brussel, Parijs, Warschau en hij was betrokken bij de Eerste Poolse Deling. Vervolgens werd hij benoemd in Berlijn aan het hof van Pruisens koning Frederik de Grote. Hij stond op goede voet met diens zuster prinses Anna Amalia van Pruisen, een muziekliefhebster, en hij kreeg les van Johann Kirnberger een oud-leerling van Johann Sebastian Bach. Ook Wilhelm Friedemann Bach, oudste zoon van J.S. Bach, nam regelmatig deel aan de muziekavonden van de Pruisische vorstin. Zij speelden dan muziek van beide Bachs, van Händel, Johann Gottlieb Graun en Johann Joachim Quantz.
Van Swieten werd in 1777 benoemd tot bibliothecaris van de keizerlijke bibliotheek in Wenen en had daarmee het toezicht op de censuur. In 1780 introduceerde hij als een van de eersten een bibliotheekcatalogus op fiches.
Van Swieten kan gerekend worden tot de Verlichting. Onder keizer Jozef II werden in Oostenrijk zo'n duizend kloosters gesloten en de jezuïeten het land uitgejaagd, bij wie Van Swieten zijn opleiding had genoten. In 1784 introduceerde hij in Oostenrijk het copyright. In 1789 was hij de enige inschrijver op een concertserie die Mozart had georganiseerd. Op de dag dat Mozart stierf, verloor hij zijn positie als bibliothecaris vanwege zijn lidmaatschap van de Vrijmetselarij. Na het overlijden van Oostenrijks nieuwe keizer Leopold II werd hij door zijn opvolger keizer Frans II in zijn positie hersteld.

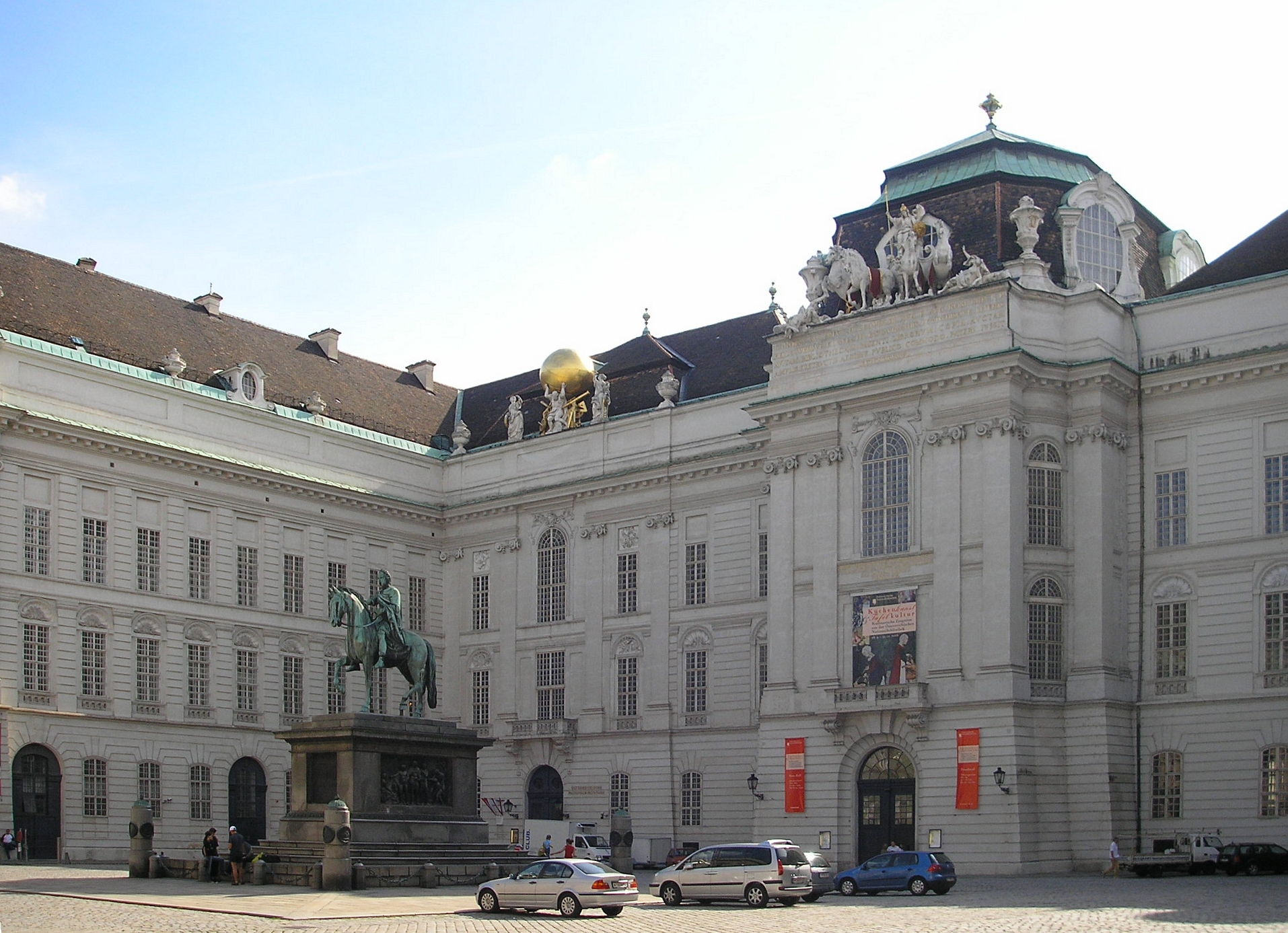
De Hofbibliotheek in Wenen

Van Swieten stond bekend als een groot en actief muziekliefhebber. Hij organiseerde op zondagochtend om 12 uur concerten in de bibliotheek of in zijn appartementen in hetzelfde gebouw. Hij was de stichter van de Gesellschaft der Associierten voor de uitvoering van oude muziek en oratoria en bestelde bij Mozart de bewerking van vier werken van Georg Friedrich Händel: Acis en Galathea, Messiah, Ode for St Cecilia's day en Alexander's Feast. Hij liet Mozart, die hem steeds 'Van Suiten' noemde, kennismaken met de fuga's van Bach. Constanze Weber was meteen verrukt van deze muziek en drong bij Mozart aan om ook fuga's te gaan schrijven. Na het overlijden van Mozart regelde Van Swieten diens begrafenis en zorgde er voor dat zijn zoon in Praag kon studeren. Van Swieten organiseerde op 2 januari 1793 een van de eerste uitvoeringen van het Requiem van Mozart.
Van Swieten is ook bekend vanwege zijn vriendschap en samenwerking met Joseph Haydn, en Ludwig van Beethoven. Hij wees Beethoven op Bachs contrapunt. De Eerste Symfonie van Beethoven is aan hem opgedragen. Van Swieten schreef de libretti van de twee grote oratoria van Haydn, Die Schöpfung en Die Jahreszeiten, herzag de oorspronkelijke verzen van diens cyclus Die sieben letzten Worte unseres Erlösers am Kreuze, en hij zette zich in voor de muziek van Carl Philip Emanuel Bach. Deze tweede zoon van J.S. Bach componeerde in opdracht van Van Swieten een verzameling van zes symfonieën voor strijkorkest en droeg de cyclus aan hem op. C.Ph.E. Bach droeg het derde deel van zijn Sonaten für Kenner und Liebhaber (1781) eveneens aan Van Swieten op.
Van de componist Gottfried van Swieten zijn twee komische opera's overgeleverd - 'Les talents à la mode' en 'Colas, toujours Colas' (de handgeschreven partituur van een derde 'La chercheuse d'esprit' raakte zoek) - evenzeer als zeven symfonieën voor orkest. Daarvan zijn enkele in de betreffende bronnen van overlevering abusievelijk toegeschreven aan Franz-Joseph Haydn op grond van vergelijkbare kwaliteiten van Haydns orkestcomposities.
Gottfried van Swieten was eigenaar van een schilderij van Johannes Vermeer, bekend als de Allegorie op de schilderkunst, maar hij leefde in de veronderstelling dat het van de hand was van Pieter de Hoogh. Van Swieten was nooit getrouwd. Johann Nikolaus Forkel droeg zijn beroemde biografie van J.S. Bach - de allereerste Bachbiografie van de geschiedenis - op aan Van Swieten.

### Lexicons
- Henri Viotta, Lexicon der Toonkunst, deel III, 1883, pagina 459; vermeldt geboortejaar 1734
- Eduard A. Melchior: Woordenboek der toonkunst 1890, pagina 650; geboortejaar 1734
- Geïllustreerd muzieklexicon, onder redactie van Mr. G. Keller en Philip Kruseman, medewerking van Sem Dresden, Wouter Hutschenruijter (1859-1943), Willem Landré, Alexander Voormolen en Henri Zagwijn; uitgegeven in 1932/1949 bij J. Philip Kruseman, Den Haag; pagina 785; geboortejaar 1734
- Jozef Robijns, Miep Zijlstra: Algemene muziek encyclopedie, Haarlem: De Haan, 1979-1984, ISBN 978-90-228-4930-9, deel 9, pagina 313